# Universidad Autónoma de Asunción
La Universidad Autónoma de Asunción è un'università privata paraguaiana, fondata nel 1978 come Escuela Superior de Administración de Empresas
(Scuola superiore di amministrazione d'impresa). Ha ottenuto il titolo di università nel 1991. Nel 2006 contava approssimativamente 5.000 studenti e 350 professori.
L'università conta attualmente cinque dipartimenti: 
- Facultad de Ciencias Jurídicas, Políticas y Sociales (Scienze Giuridiche, Politiche e Sociali)
- Facultad de Ciencias y Technologia (Scienza e Tecnologia)
- Facultad de Ciencias Económicas y Empresariales (Economia ed Amministrazione d'Impresa)
- Facultad de Ciencias Humanísticas y de la Comunicación (Scienze Umanistiche e della Comunicazione)
- Facultad de Ciencias de la Salud (Scienze della Salute)

## Sport
L'università è conosciuta anche per la propria sezione sportiva che comprende basket, pallavolo e calcio a 5 (FIFA). In quest'ultimo sport l'UAA (così abbreviata) è una delle squadre più titolate con due vittorie nel Campionato paraguaiano di calcio a 5 ed una Copa de Campeones, oltre che una finale del Sudamericano de Clubes de Futsal nel 2005.